# Sara Paxton
Sara Paxton (Woodland Hills, Los Angeles, Kalifornia, 1988. április 25. –) amerikai színésznő.

## Élete és pályafutása
A Los Angeles-i Woodland Hills-ben született, szülei egyetlen gyermekeként. Apja, Steve Paxton ír származású és távoli rokonságban áll Bill Paxton színésszel. Anyja, Lucia Mexikóban született, ezért Sara valamennyit beszél spanyolul.
Állami középiskolába járt és 2006 júniusában érettségizett le. Első filmszerepe Jim Carrey 1997-es Hanta boy című filmvígjátékának egy kisebb szerepe volt. Az 1990-es évek végén és a 2000-es évek elején további kisebb szerepekben jelent meg a televízióban. A Disney Channel egyik sikeres sorozatában, a Lizzie McGuire-ben is kapott egy epizódszerepet.
2003-ban megkapta első főszerepét a Haunted Lighthouse című rövidfilmben és megjelent a CSI: Miami helyszínelők egyik epizódjában is. Első jelentősebb szerepe 2004 júliusában az Ottalvós buli című filmvígjátékban volt, ahol az antagonista szereplő Stacyt  alakította. Ugyanebben az évben nyáron szerepelt a Mindig nyár című sorozatban, mint Sarah Borden, aki több epizódban is feltűnik. Sarah Borden egy szellemileg leépült tinédzser volt, aki gyógyszereket szedett és kipróbálta a szexet Jesse McCartney-val.
Később átszerződött a Discovery Kids-hez, ott főszerepet kapott a Darcy's Wild Life című sorozatban, Darcy Fields karakterét játszotta, aki egy állatorvosnál dolgozik. A sorozatot egy farmon, Torontóban forgatták. A sorozat 2004-től 2006-ig futott. Szerepéért Daytime Emmy-díjra jelölték. 2005-ben három hónapot töltött Ausztráliában, ahol az Aquamarine című filmet forgatták, ebben egy sellőt játszott. Partnerei között volt Emma Roberts és Jojo is, akikkel összebarátkozott a forgatás alatt. A filmet 2006 márciusában mutatták be, már a nyitó hétvégén 7,5 millió dollár hasznot hozott. A filmhez készült egy dal is, a Connected, melyet Sara énekel.
Vendégszereplő volt a H2O című sorozat első részében, ennek a premierje 2006 áprilisában volt. Májusban volt egy epizódszerepe a Pepper Dennis sorozatban is. Ennek köszönhetően a Halloweentown negyedik évadjában leváltotta Kimberly J. Brownt. A szerep miatt a haját befestette barnára. 2006 nyarán kezdte forgatni a The Party Never Stops: Diary of a Binge Drinker című filmet. Itt a főiskolás Jesse-t alakítja, aki az alkohol áldozatává válik. A film 2007 márciusában jelent meg. Következő filmszerepe, Amanda Bynesszal a Sydny White című filmben volt. A forgatás 2007 februárjában kezdődött és szeptemberben ért véget. Következő filmje a Superhero!, melynek bemutatója 2008-ban volt.
2009-ben megjelent egy horrorfilmje Az utolsó ház balra, melyben egy 17 éves lányt alakít, aki borzalmas dolgokon megy keresztül családi nyaralásuk alatt.

## Filmográfia

### Film
| Év   | Magyar cím                   | Eredeti cím                                                        | Szerep                         | Magyar hang      |
| ---- | ---------------------------- | ------------------------------------------------------------------ | ------------------------------ | ---------------- |
| 1997 | Hanta boy                    | Liar Liar                                                          | kislány                        |                  |
| 1997 |                              | You're Invited to Mary-Kate & Ashley's Christmas Party (rövidfilm) | Patty                          |                  |
| 1998 | Született szerelmesek        | Music from Another Room                                            | Karen fiatalon                 |                  |
| 1998 | A katona                     | Soldier                                                            | Angie                          |                  |
| 1998 |                              | Tunnel Vision (rövidfilm)                                          | Shauna                         |                  |
| 1999 | Vásott kölykök nagy kalandja | Durango Kids                                                       | Hillary                        |                  |
| 1999 |                              | The Ruby Princess Runs Away                                        | Sabrina hercegnő               |                  |
| 2003 |                              | Haunted Lighthouse (rövidfilm)                                     | Ashley                         |                  |
| 2004 | Ottalvós buli                | Sleepover                                                          | Staci Blake                    | Árkosi Katalin   |
| 2006 | Aquamarine                   | Aquamarine                                                         | Aquamarine                     | Haffner Anikó    |
| 2006 |                              | Return to Halloweentown                                            | Aggie Cromwell fiatalon        |                  |
| 2007 | Amerikai Hófehérke           | Sydney White                                                       | Rachel Witchburn               | Mahó Andrea      |
| 2008 | Superhero Movie              | Superhero Movie                                                    | Jill Johnson                   | Roatis Andrea    |
| 2009 | Az utolsó ház balra          | The Last House on the Left                                         | Mari Collingwood               | Molnár Ilona     |
| 2011 | A fogadósok                  | The Innkeepers                                                     | Claire                         |                  |
| 2011 | Cápák éjszakája              | Shark Night                                                        | Sara Palski                    | Mahó Andrea      |
| 2011 |                              | Enter Nowhere                                                      | Jody                           |                  |
| 2012 | Static – Nincs menekvés      | Static                                                             | Rachel                         |                  |
| 2013 |                              | Love & Air Sex                                                     | Kara                           |                  |
| 2013 |                              | Cheap Thrills                                                      | Violet                         |                  |
| 2013 |                              | Liars All                                                          | Katie                          |                  |
| 2014 | Abu Ghraib fiai              | Boys of Abu Ghraib                                                 | Peyton                         |                  |
| 2014 |                              | All Relative                                                       | Grace                          |                  |
| 2016 |                              | Happily Ever After                                                 | Sarah Ann                      |                  |
| 2016 |                              | Sundown                                                            | Lina Hunter                    |                  |
| 2017 |                              | Three Women (rövidfilm)                                            | Kathy                          |                  |
| 2018 |                              | First Date                                                         | Kathy                          |                  |
| 2018 | Így ne legyél elnök          | The Front Runner                                                   | Donna Rice                     | Solecki Janka    |
| 2022 | Szöszi                       | Blonde                                                             | Miss Flynn                     |                  |
| 2022 | Barbár                       | Barbarian                                                          | oktatóvideó narrátora (hangja) | Erdős Borcsa     |
| 2025 | Fegyverek                    | Weapons                                                            | Erica                          | Pájer Alma Virág |

### Televízió
| Év        | Magyar cím                           | Eredeti cím                                     | Szerep                                   | Megjegyzés                                                       |
| --------- | ------------------------------------ | ----------------------------------------------- | ---------------------------------------- | ---------------------------------------------------------------- |
| 1996      |                                      | Small Talk                                      | résztvevő                                | mellékszereplő (10 epizód)                                       |
| 1997      |                                      | NewsRadio                                       | Sara                                     | 1 epizód                                                         |
| 1999      | Talpig pácban                        | Working                                         | Amanda Baines                            | 1 epizód                                                         |
| 1999      |                                      | Passions                                        | Sheridan fiatalon                        | 1 epizód                                                         |
| 1999      | Tisza Hollywood                      | Action                                          | Georgia Dragon                           | - vendégszereplő (2 epizód) - magyar hangja: - Molnár Ilona      |
| 1999–2017 | SpongyaBob Kockanadrág               | SpongeBob SquarePants                           | különböző szerepek (hangjai)             | mellékszereplő (15 epizód)                                       |
| 2000      | A nyerő játékos                      | Perfect Game                                    | Sydney                                   | tévéfilm                                                         |
| 2000      | Rejtélyes igazságok                  | Beyond Belief: Fact or Fiction                  | lány                                     | 1 epizód                                                         |
| 2001      | Kutya ellen nincs orvosság           | Hounded                                         | Tracy Richburg                           | - tévéfilm - magyar hangja: - Molnár Ilona                       |
| 2001      | Lizzie McGuire                       | Lizzie McGuire                                  | Holly                                    | 1 epizód                                                         |
| 2002      | CSI: A helyszínelők                  | CSI: Crime Scene Investigation                  | Jody Bradley                             | 1 epizód                                                         |
| 2002–2003 |                                      | Greetings from Tucson                           | Sarah Tobin                              | mellékszereplő (21 epizód)                                       |
| 2003      | CSI: Miami helyszínelők              | CSI: Miami                                      | Lana Walker                              | 1 epizód                                                         |
| 2004      | Már megint Malcolm                   | Malcolm in the Middle                           | Angela Pozefsky                          | 1 epizód                                                         |
| 2004      | Will és Grace                        | Will & Grace                                    | Melanie                                  | 1 epizód                                                         |
| 2004      | Mindig nyár                          | Summerland                                      | Sarah Borden                             | mellékszereplő (5 epizód)                                        |
| 2004      |                                      | Quintuplets                                     | Chelsea                                  | 1 epizód                                                         |
| 2004–2006 |                                      | Darcy's Wild Life                               | Darcy Fields                             | főszereplő(33 epizód)                                            |
| 2006      |                                      | Pepper Dennis                                   | April May / Chrissy Tyler                | 1 epizód                                                         |
| 2006      |                                      | Skater Boys                                     | Kayla Gordon                             | 1 epizód                                                         |
| 2006      |                                      | Return to Halloweentown                         | Marnie Piper / Splendora Agatha Cromwell | tévéfilm                                                         |
| 2007      | A buli nem áll meg                   | The Party Never Stops: Diary of a Binge Drinker | Jessie Brenner                           | tévéfilm                                                         |
| 2008      | Varázslók a Waverly helyből          | Wizards of Waverly Place                        | Millie                                   | 1 epizód                                                         |
| 2009      | Jonas                                | Jonas                                           | Fiona Skye                               | 1 epizód                                                         |
| 2009      |                                      | The Beautiful Life                              | Raina Marrinelli                         | főszereplő (5 epizód)                                            |
| 2012      | Kém szemű mészáros                   | Blue Eyed Butcher                               | Susan Wright                             | - tévéfilm - magyar hangja: - Bogdányi Titanilla - Roatis Andrea |
| 2013      | Szerelemcsapás                       | Lovestruck: The Musical                         | Mirabella Hutton                         | - tévéfilm - magyar hangja: - Bartsch Kata                       |
| 2013      | Apaütők                              | Guys with Kids                                  | Stacee                                   | 1 epizód                                                         |
| 2014      | Hogyan ússzunk meg egy gyilkosságot? | How to Get Away with Murder                     | Natalia "Talia" Lewis                    | 1 epizód                                                         |
| 2015      | Stalker                              | Stalker                                         | Isabelle Martin                          | 1 epizód                                                         |
| 2015      | Vészhelyzet: Los Angeles             | Code Black                                      | Sophie                                   | 1 epizód                                                         |
| 2016      |                                      | Heartbeat                                       | Lou Panttiere                            | 1 epizód                                                         |
| 2016      |                                      | Murder in the First                             | Alicia Barnes                            | mellékszereplő (10 epizód)                                       |
| 2017      | Rólunk szól                          | This Is Us                                      | Kathryn                                  | 1 epizód                                                         |
| 2017      | Twin Peaks                           | Twin Peaks                                      | Candy Shaker                             | 1 epizód                                                         |
| 2017      |                                      | Baker Daily: Trump Takedown                     | Sara                                     | televíziós rövidfilm                                             |
| 2017      | Megrekedve                           | Wrecked                                         | Grace nővér                              | 1 epizód                                                         |
| 2018      |                                      | Liberty Crossing                                | Jessica Larson                           | 1 epizód                                                         |
| 2018–2019 | Cseles csajok                        | Good Girl                                       | Amber Dooley                             | vendégszerep (3 epizód)                                          |
| 2024      | Igaz történet alapján                | Based on a True Story                           | Paige                                    | - mellékszereplő (4 epizód) - magyar hangja: - Molnár Ilona      |
| 2024      | NCIS                                 | NCIS                                            | Amber Carnahan                           | vendégszerep (1 epizód)                                          |